# 范純粹
范純粹（1046年—1117年），字德孺，蘇州吳縣（今江蘇省蘇州市）人，北宋政治家范仲淹第四子，生母為張氏（1022年～1092年）。以父蔭作官至贊善大夫、檢正中書刑房，但因與司馬光同一派系，反對王安石主張的變法，而捲入新舊黨爭被貶至滕縣作知縣。後又遷作成都諸路（即川陝四路，包括利州路、成都府路、梓州路、夔州路）茶場提舉。 政和七年卒，終年七十二歲。

## 生平
熙寧二年（即公元1069年）四月，時任陝西轉運副使的范純粹改為出任左司員外郎，以替補退休的曾伉。同年六月出任河東路轉運使。七月同為江寧府知府的范純粹另任命為右司員外郎。
元豐元年（即公元1078年），時任永興軍路提舉常平司之范純粹被安排與李稷同作茶場提舉。
同年范純粹自中書檢正被貶至徐州滕縣作知縣，任內翻新公堂吏舍總共116間房間，但自己的寢室又不被翻新，當時范純粹解釋並非避嫌奉己，而是沒有時間而已。當時新法正行，官員思想保守，不易接受新事物，雖有二千石責任，但一錢粒粟亦不敢隨便使用，擔心被記錄。蘇軾慨嘆其清廉，認為范純粹更適合作徐州太守。
元豐（即公元1078年至1085年）年間，范純粹任陝西路轉運判官。當時正值元豐四年（即公元1081年）五路出師征伐西夏，而高遵裕出師環慶路，劉昌祚出師涇原路，李憲出師熙河路，諤出師鄜延路，王中正出師河東路。但高遵裕不滿劉昌祚比自己更早攻打靈州城而打算責罰劉昌祚，劉昌祚因擔憂及憤恨之下患病，而劉昌祚之部下都因此十分憤恨。范純粹擔心兩軍不協調令攻夏計畫生變，力勸高遵裕前往探望劉昌祚病況，因而化解當前危機。此時宋神宗趙頊責難諸將無功，圖謀再次攻夏，但范純粹認為攻夏之事諸將已竭盡所能，若果再次出兵，可能會有後患，趙頊亦採納其意見，及將之進升為副使。
吳居厚任京東路轉運使其間曾多次上繳剩餘税收，而趙頊則將徐州大錢二十萬緡協助范純粹負責之陝西，但范純粹認為雖然陝西急需此金錢，可是決不可忍心取此等民膏剩餘税收，所以懇切辭讓不受。之後改為右司郎中。
元豐八年（即公元1085年）四月，時為右司員外郎的范純粹與左司郎中范子奇一起轉職，分別為龍圖閤直學士、河北路轉運使及龍圖閤直學士、京東路轉運使。
公元1086年宋哲宗趙煦登基，吳居厚遭貶，范純粹以龍圖閣直學士往取代吳居厚京東路轉運使之職，將吳居厚苛政全面革除。當時蘇軾自登州被召還京，范純粹與蘇軾共同對募役法給予意見。
元祐元年（即公元1086年），官員之間謂涇原路蕃兵人馬眾多，遇敵時常與宋兵錯雜，非常不便。所以詔下四路都總管詳議，而時任環慶路之范純粹認為宋兵與蕃兵不應混雜一起，應找尋找一名熟悉蕃人的人去充當蕃人將軍，命令平日嚴加訓練，當遇有調遣，即時可以為部隊帶來作用，另外范純粹又要求將元豐六年（即公元1083年）宋神宗趙頊下令修定的蕃漢官敘位法還原，恢復蕃官敘位一律在漢官之下，而趙頊亦聽從其意見。
元祐（即公元1086年至1094年）年間，被除去寶文閣待制職務，之後再任，召為戶部侍郎。
曾代其兄范純仁作慶州知州。當時正值與西夏議決疆界，范純粹奏請放棄之前所取西夏之地，認為一日未放棄之前取下西夏之地，邊界衝突亦無法停止，又認為河東路之葭蘆縣、吳堡縣，鄜延路之米脂縣、羲合、浮圖，環慶路之安疆，各地都深入西夏國境，對漢界地利形勢，並無戰略價值，另外，蘭、會之地耗費損害甚深，不可不棄。最後范純粹請奏大致施行。另外范純粹又對舊有諸路戰鬥中互相配合，但被徐禧取消的應敵辦法有所質疑，認為若果夏兵大舉圍攻其中一路，而那路力有不勝，鄰路又拱手坐觀，如未能攻克乃幸運，希望改回舊制。朝廷都贊同其想法。及後夏兵入侵涇州、原州二州，范純粹派遣曲珍營救，曲珍即日疾馳三百里，搗破於橫山，夏兵遁走。
紹聖元年（即公元1094年）五月，趙煦又再打算開拓邊境，殿中侍御史郭知章及尚書左僕射門下侍郎章惇因黨派之爭打算將絕大部分支持司馬光的舊黨黨人一一放逐，所以將范純粹在元祐年間建議棄地之事上言。到八月范純粹被詔降一官，為龍圖閣直學士及延安府知府。
紹聖二年，被復職寶文閣待制的范純粹出任熙州知州。
紹聖三年正月，原任熙州知州的范純粹調任作鄧州知州。
及後章惇及蔡卞籌畫治理西夏，但認為范純粹對於此事大家意見分歧，所以范純粹被調任鄧州知州。之後歷任河南府及滑州。
紹聖四年二月，三省下令將一干司馬光舊黨三十餘黨人，以元祐黨人名義奪職，追加貶職，范純粹亦與其兄弟范純仁及范純禮被貶，改任均州知州。
宋徽宗趙佶登基（即公元1100年），范純粹時任信州知州，復故職任太原府知府，加龍圖閣直學士，再到延安府任知府，然後又改往永興軍路任知府。
建中靖國元年（即公元1101年），范純粹任職延安府知府其間，就昔日管轄之河東路上奏，向朝廷建言河東路田戶的苛斂苦重，而趙佶亦聽從其言。
崇甯元年（即公元1102年）五月，又再次被一直支持變法的曾布草擬責詞貶職。
及後又因黨派之爭被人以言落職，任金州知州，鴻慶宮提舉。又調任常州別駕，再貶謫安置鄂州及和其他元祐黨人一樣子孫不得擅自入都。稍後赦罪，復為領祠。之後任右文殿修撰太清宮提舉，直至黨禁解，復職徽猷閣待制直到退休。
范純粹任官其間曾嘗試上書關於當時賣官之濫，但不被接納。
蘇軾曾有兩詩贈范純粹分別為：
東坡全集‧卷十五‧送范純粹守慶州：
「才大古難用，論高常近迂。君看趙魏老，乃為滕大夫。浮雲無根蒂，黃潦能須臾。知經幾成敗，得見真賢愚。羽旄照城闕，談笑安邊隅。當年老使君，赤手降於菟。諸郎更何事，折箠鞭其雛。吾知鄧平叔，不鬥月支胡。」
東坡全集‧卷二十九‧送范德孺：
「漸覺東風料峭寒，青蒿黃韭試春盤。遙想慶州千嶂裏，暮雲衰草雪漫漫。」